# Virginie Claes
Virginie Claes, née le 17 décembre 1982 à Herck-la-Ville, a été élue Miss Limbourg 2006 puis Miss Belgique 2006.

## Biographie

### Élection Miss Belgique 2006

#### Couronnement
Élue successivement Miss Limbourg 2006, Virginie Claes est élue puis sacrée Miss Belgique 2006 le 18 décembre 2005 à 23 ans. Elle succède Tatiana Silva, Miss Belgique 2005. Le jury était composé de Julie Taton, Miss Belgique 2003, Goedele Liekens, Miss Belgique 1986, du couturier belge, Édouard Vermeulen et de Georges Grün et Gilles De Bilde, footballeurs belges.
Ses dauphines :
- 1re dauphine : Kaat Vermeeren, Miss Anvers.
- 2e dauphine : Émilie Dupuis, première dauphine de Miss Hainaut.
- 3e dauphine : Charlotte Van de Vijver, Miss Flandre orientale.
- 4e dauphine : Karen Theunen, deuxième dauphine de Miss Anvers.

#### Controverse
L’élection de Virginie Claes fut entachée d'une controverse. Selon le journal mensuel flamand Deng (nl), la compagnie de télécommunication Essec, le sponsor de la Miss, aurait envoyé 28 000 SMS en sa faveur lors du vote. Cette opération aurait coûté 15 000 euros. Qui plus est, la société Essec aurait distribué des cartes téléphoniques de 195 euros à des amis de Virginie Claes afin qu’ils puissent la soutenir à concurrence de 7 800 votes.
Virginie Claes nia la manipulation mais sa mère avoua avoir distribué plusieurs cartes GSM prépayées dans sa famille pour que ceux-ci votent pour Virginie.
Il n’empêche que Virginie Claes était une des favorites du concours au même titre que sa première dauphine, Kaat Vermeeren. Cette dernière remplaça par ailleurs Virginie Claes au concours Miss Europe 2006 et obtint une très belle 6e place.

### Miss Belgique au niveau international
Virginie Claes a énormément voyagé durant son année de règne. Elle visita l’Égypte, l’Italie, la Pologne, le Brésil, la Turquie, l’Afrique du Sud ou encore la France. Durant ces voyages, elle eut notamment la chance de rencontrer plusieurs célébrités telles que Jean-Claude Van Damme, Eros Ramazzotti, Michel Blanc, Michel Galabru, Gérard Depardieu et Grégory Lemarchal.
Virginie Claes participa au concours Miss Monde 2006 à Varsovie, en Pologne. En ce qui concerne le concours Miss Univers 2006, Virginie Claes fut remplacée par la Miss Belgique 2005, Tatiana Silva Braga Tavares.

### Vie professionnelle
Virginie Claes a une carrière professionnelle très variée. Elle est assistante à l'université de Hasselt dans le département trafic et mobilité. Virginie s’occupe également des relations publiques pour la firme Flandria Rent. Depuis avril 2009, Virginie Claes réalise également des reportages pour l'émission « I Comme » sur la chaîne belge francophone RTL-TVI. Elle anime aussi de nombreux concours de miss provinciaux.

### Ambassadrice pour la bonne cause
Virginie Claes est marraine d'Unicef-Limbourg et de Drive Up Safety.